# NGC 7773
NGC 7773 este o galaxie situată în constelația Pegas. A fost descoperită în 9 octombrie 1790 de către William Herschel.